# دهستان رامند جنوبی
دهستان رامند جنوبی نام دهستانی در بخش رامند شهرستان بوئین‌زهرا، استان قزوین در ایران است. براساس سرشماری مرکز آمار ایران در سال ۱۳۸۵، جمعیت آن ۵٬۳۳۹ نفر (۱٬۲۹۶ خانوار) بوده است.